# Tim Holt

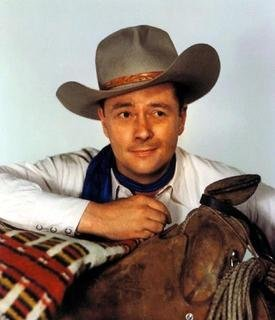
Tim Holt, um 1948

Tim Holt (eigentlich Charles John Holt III.; * 5. Februar 1919 in Beverly Hills, Kalifornien; † 15. Februar 1973 in Shawnee, Oklahoma) war ein US-amerikanischer Filmschauspieler, der seine bekannteste Rolle unter der Regie von John Huston in Der Schatz der Sierra Madre darbot.

## Leben und Karriere
Tim Holt wurde in einer Schauspielerfamilie geboren, sein Vater Jack Holt zählte in der Stummfilmära zu den bestbezahlten Westerndarsteller. Bereits im Kindesalter stand Tim Holt sporadisch für Filme vor der Kamera. In den späten 1930er Jahren wurde der inzwischen erwachsene Holt hauptberuflich Schauspieler. Der jugendlich aussehende Schauspieler regelmäßig als Nebendarsteller in Western eingesetzt, etwa neben John Wayne in Ringo (1939), aber auch in anderen Genres wie an der Seite von Ginger Rogers in der Komödie 5th Avenue Girl aus demselben Jahr.
In die Filmgeschichte schrieb sich Holt vor allem durch zwei Rollen: 1942 verkörperte er in Orson Welles’ Filmdrama Der Glanz des Hauses Amberson die zentrale Rolle eines verwöhnten Sprosses einer wohlhabender Familie, der im Laufe der Filmhandlungen bittere Lektionen erhält; 1948 übernahm er die Rolle des jugendlichen Begleiters Humphrey Bogarts in Der Schatz der Sierra Madre (1948), auch sein Vater Jack ist im Film in einer kleinen, aber wichtigen Nebenrolle zu sehen. Angeblich soll Tim Holt in jener Ära derjenige Schauspieler mit den besten Reflexen beim Ziehen des Revolvers gewesen sein. So wird behauptet, dass er dies in fünf Einzelbildern bewältigt habe.
Während Holt in höherwertigen Produktionen auf Nebenrollen beschränkt wurde, fungierte er selbst als Hauptdarsteller zahlreicher B-Movie-Western in den 1940er- und frühen 1950er-Jahren. Anfang der 1950er-Jahre schwand jedoch das Genre der billigen Westernfilme, an deren Stelle traten nun Western-Fernsehserien. In Anbetracht dieser Entwicklung kehrte Holt bereits 1952 dem Filmgeschäft weitestgehend den Rücken. Später stand er nur noch für vereinzelte Rollen wieder vor die Kamera, darunter 1957 im Horrorfilm Alarm für Sperrzone 7 oder 1969 in einem Gastauftritt in der Westernserie Die Leute von der Shiloh Ranch.
In späteren Jahren arbeitete Holt als Manager einer Radiostation in Oklahoma. Seine Schwester Elizabeth war ebenfalls Schauspielerin und wirkte nach seinem Rückzug vom Filmgeschäft in diversen Filmen als Jennifer Holt mit. Kurz nach seinem 54. Geburtstag starb er an den Folgen einer Krebserkrankung.

## Filmografie
- 1923: Hollywood

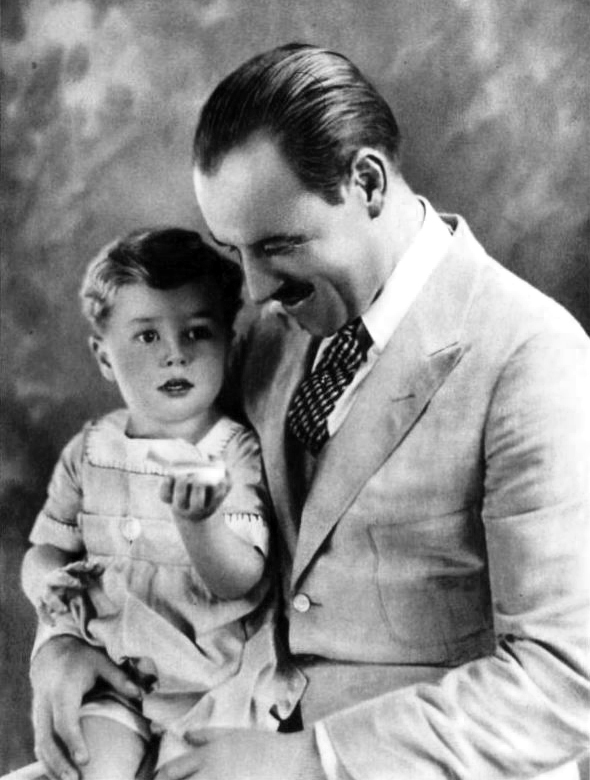
Tim Holt als Kleinkind mit seinem Vater Jack (um 1921)

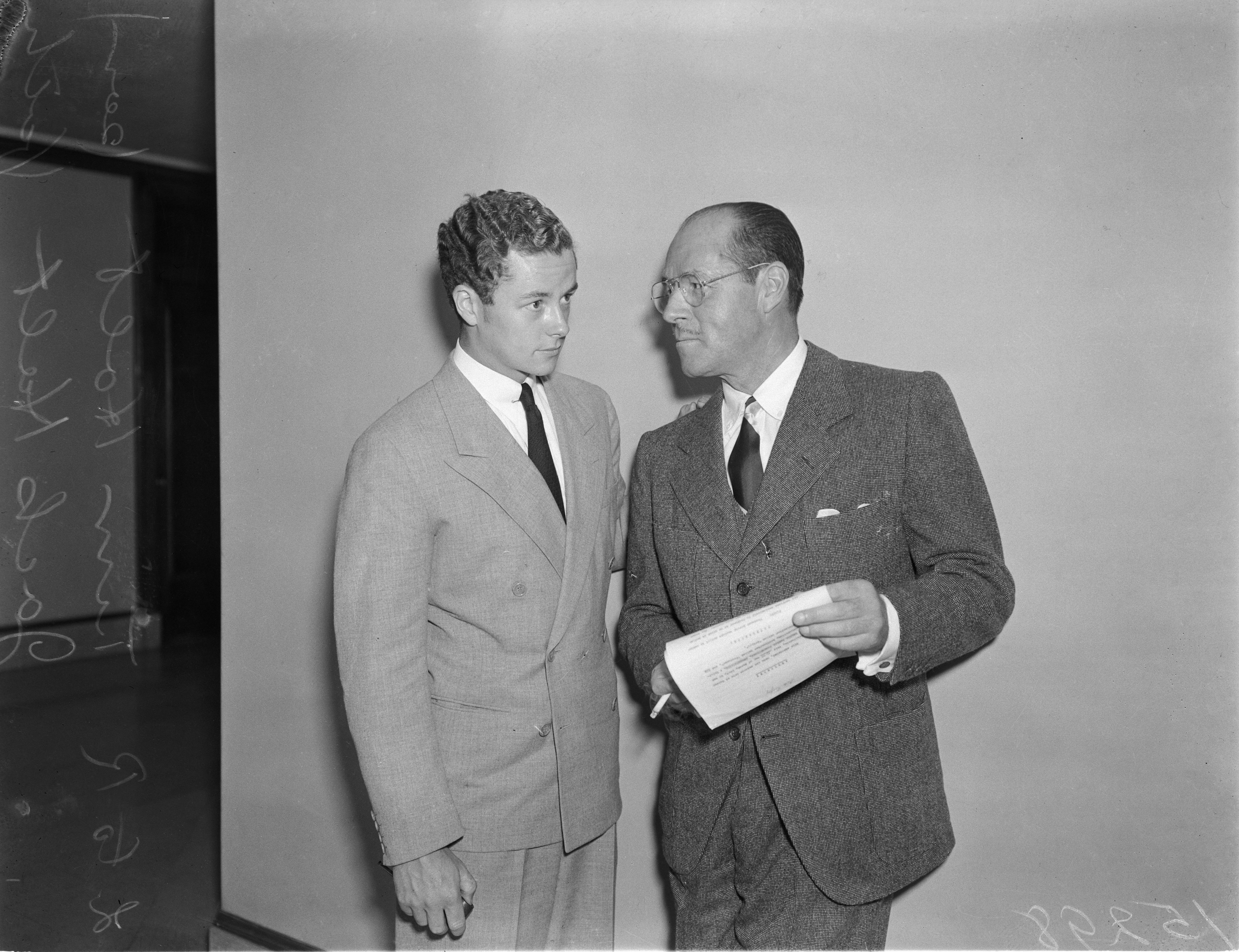
Tim Holt und Vater Jack

- 1926: Die Farm auf dem Hügel (The Enchanted Hill)
- 1926: Banditenehre (Forlorn River)
- 1928: The Vanishing Pioneer
- 1937: … und ewig siegt die Liebe (History Is Made at Night)
- 1937: Stella Dallas
- 1938: I Met My Love Again
- 1938: Goldene Erde Kalifornien (Gold Is Where You Find It)
- 1938: The Renegade Ranger
- 1938: Sons of the Legion
- 1938: The Law West of Tombstone
- 1939: Ringo (Stagecoach)
- 1939: The Spirit of Culver
- 1939: The Rookie Cop
- 1939: The Girl and the Gambler
- 1939: Fifth Avenue Girl
- 1939: Charlie Chan in City in Darkness
- 1940: Laddie
- 1940: Die Insel der Verlorenen (Swiss Family Robinson)
- 1940: Wagon Train
- 1940: The Fargo Kid
- 1941: Seitenstraße (Back Street)
- 1941: Along the Rio Grande
- 1941: Robbers of the Range
- 1941: Cyclone on Horseback
- 1941: Six-Gun Gold
- 1941: The Bandit Trail
- 1941: Dude Cowboy
- 1941: Know for Sure (Kurzfilm)
- 1942: Riding the Wind
- 1942: Land of the Open Range
- 1942: In der Schlucht von Manzanita (Come on Danger)
- 1942: Der Glanz des Hauses Amberson (The Magnificent Ambersons)
- 1942: Thundering Hoofs
- 1942: Bandit Ranger
- 1942: Red River Robin Hood
- 1942: Pirates of the Prairie
- 1943: Hitler’s Children
- 1943: Fighting Frontier
- 1943: Sagebrush Law
- 1943: The Avenging Rider
- 1946: Faustrecht der Prärie (My Darling Clementine)
- 1947: Der Colt sitzt locker (Thunder Mountain)
- 1947: Under the Tonto Rim
- 1947: Wild Horse Mesa
- 1948: Der Schatz der Sierra Madre (The Treasure of the Sierra Madre)
- 1948: Western Heritage
- 1948: The Arizona Ranger
- 1948: Guns of Hate
- 1948: Der Colt sitzt locker (Indian Agent)
- 1948: Gun Smugglers
- 1949: Brothers in the Saddle
- 1949: Rustlers
- 1949: Stagecoach Kid
- 1949: Masked Raiders
- 1949: The Mysterious Desperado
- 1950: Riders of the Range
- 1950: Dynamite Pass
- 1950: Storm Over Wyoming
- 1950: Rider from Tucson
- 1950: Border Treasure
- 1950: Rio Grande Patrol
- 1951: Law of the Badlands
- 1951: Saddle Legion
- 1951: Gunplay
- 1951: Ein Satansweib (His Kind of Woman)
- 1951: Pistol Harvest
- 1951: Hot Lead
- 1951: Overland Telegraph
- 1952: Trail Guide
- 1952: Road Agent
- 1952: Target
- 1952: Desert Passage
- 1953: Chevron Theatre (Fernsehserie, Folge 2x06)
- 1957: Alarm für Sperrzone 7 (The Monster That Challenged the World)
- 1965: The Yesterday Machine
- 1969: Die Leute von der Shiloh Ranch (The Virginian, Fernsehserie, Folge 8x13)
- 1971: This Stuff'll Kill Ya!